# YU grupa (album, 1975)
A YU grupa a YU grupa 1975-ben megjelent harmadik nagylemeze, melyet a Jugoton adott ki. Katalógusszáma: LSY 63048. A hanglemez változat kinyitható borítós.

## Az album dalai

### A oldal
1. Možda ti, možda ja (4:13)
2. Oprosti, ljubavi (3:51)
3. Bolje se živi (4:41)
4. Čovek kao ja (3:29)

### B oldal
1. Novi zvuk (3:01)
2. Ja moram dalje (2:55)
3. Ljubav kao cvet (3:48)
4. Kad (3:26)
5. Kišni dan (3:30)

## Közreműködők
- Dragi Jelić – gitár, ének
- Žika Jelić – basszusgitár, ének
- Ratislav Đelmaš – dob